# Hospodářské noviny
Hospodářské Noviny est un quotidien économique de centre droit publié en République tchèque.

## Histoire
Hospodářské Noviny est fondé en 1990. Il est issu de l'ancien hebdomadaire économique du parti communiste.
Hospodářské Noviny est publié par Economia (cs), une société créée en 1990. En 1991, le groupe Eurexpansion acquiert 45 % des parts du quotidien,. Le reste du capital est partagé entre l'agence de presse officielle CTK et des banques tchèques. 
En 2005, le tirage du quotidien économique s'élève à 68 000 exemplaires. Le groupe de presse Verlagsgruppe Handelsblatt (de) est l'actionnaire majoritaire d'Economia AS jusqu'en 2008,. Il revend alors ses parts à l'homme d'affaires tchèque Zdeněk Bakala.